# Soudan français
Pour les articles homonymes, voir Soudan (homonymie).
1890–1899
1921–1958
Entités précédentes :
- Kaarta
- Royaume de Ségou
- Empire toucouleur
- Haut-Sénégal et Niger

Entités suivantes :
- République soudanaise

Afrique-Occidentale française, 1935.

Le Soudan français est une colonie française érigée sur le territoire de l'actuel Mali de 1890 à 1899, puis de 1921 à 1958. Il s’agissait d’une des colonies de la fédération de l’Afrique-Occidentale française.

## Histoire
Dans la deuxième moitié du XIXe siècle, la colonisation française, avec le colonel Louis Faidherbe progresse par la vallée du fleuve Sénégal. Elle rencontre la résistance notamment de El Hadj Oumar Tall, avec le siège du fort de Médine en 1857, ainsi que de Samory Touré.
Le 20 décembre 1886, Joseph Gallieni reçoit le commandement supérieur de la colonie française du Haut-Fleuve (Sénégal). Il y obtient des succès aux dépens d'Ahmadou Tall en 1887 et fait plier Samory Touré, auquel il inflige une grande défaite dans la ville de Siguiri en Guinée. Gallieni y bâtit un fort, le fort Gallieni, qui abrite un cimetière où sont enterrés des spahis et des Français. Samory Touré consent à un traité abandonnant, entre autres, la rive gauche du Niger. Au cours de son mandat de gouverneur, Gallieni réprime durement une insurrection des autochtones.
Par décret du 18 août 1890, le Soudan français est créé au sein de la colonie du Haut-Fleuve avec un gouvernement militaire après la conquête de Ségou. Le lieutenant-colonel Louis Archinard en est le commandant supérieur. Un décret du 22 octobre 1890 donne au commandant supérieur la tutelle sur les services administratifs. Enfin par décret du 27 août 1892, le Soudan français devient une colonie autonome. Kayes, jusqu'alors chef-lieu du Haut-Fleuve, en est la capitale et Louis Archinard, qui devient colonel en septembre 1892, en est le premier gouverneur. La fonction de capitale est transférée de Kayes à Bamako le 17 octobre 1899, selon le choix du général Edgard de Trentinian, gouverneur de la colonie de 1895 à 1899. 
En 1895, la colonie du Soudan français est intégrée à l'Afrique-Occidentale française (A.-O.F.). La prise par l'armée coloniale de Sikasso le 1er mai 1898 puis la capture de Samory Touré par le capitaine Henri Gouraud à Nzo, en septembre de la même année marque la fin de la pénétration coloniale française.

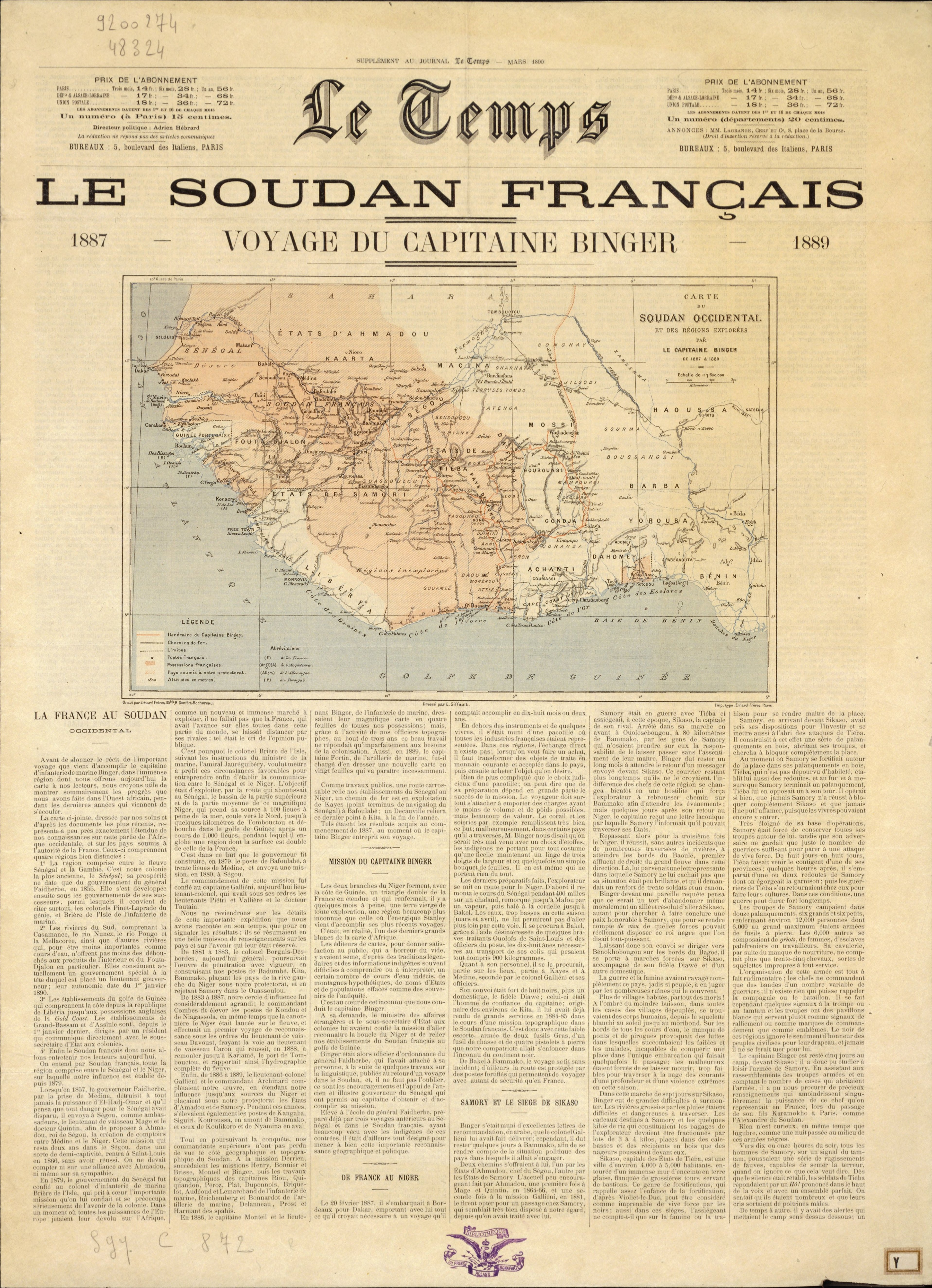
À la une du Temps, le voyage du capitaine Binger (éd. mars 1890).
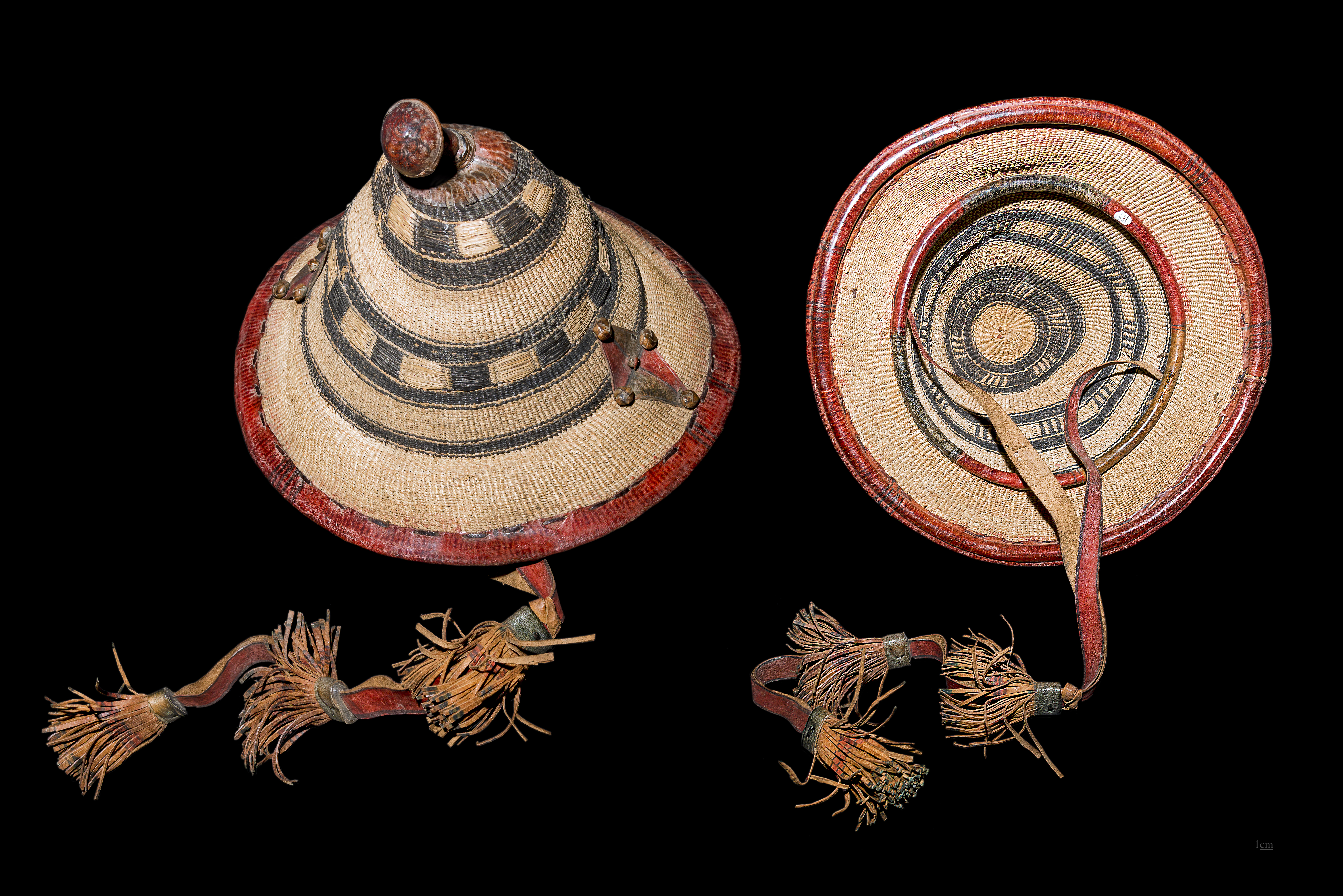
Chapeau de berger du Soudan français - Collection Gallieni MHNT.
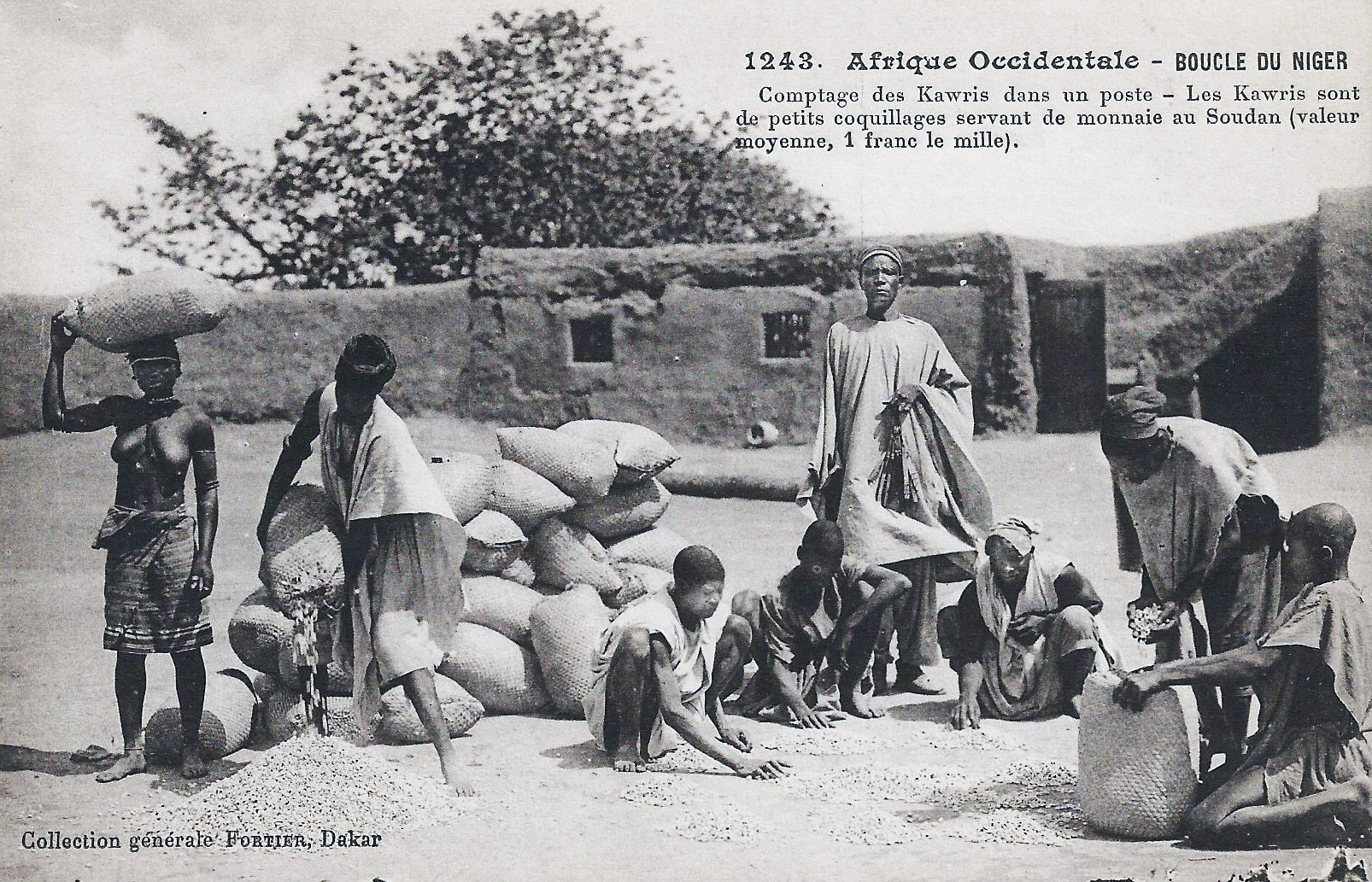
Décompte de cauris.
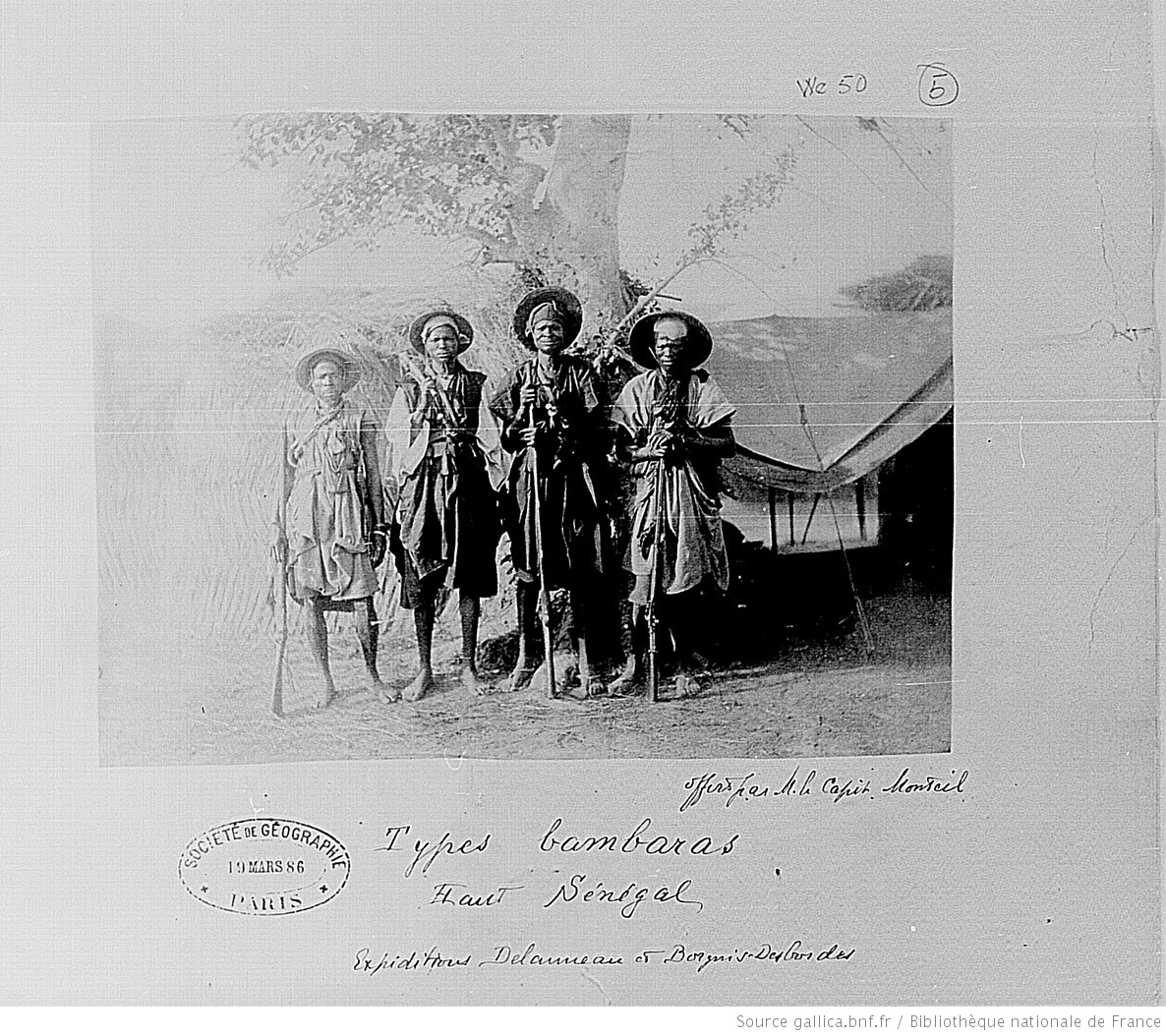
Bambaras du Haut-Sénégal.
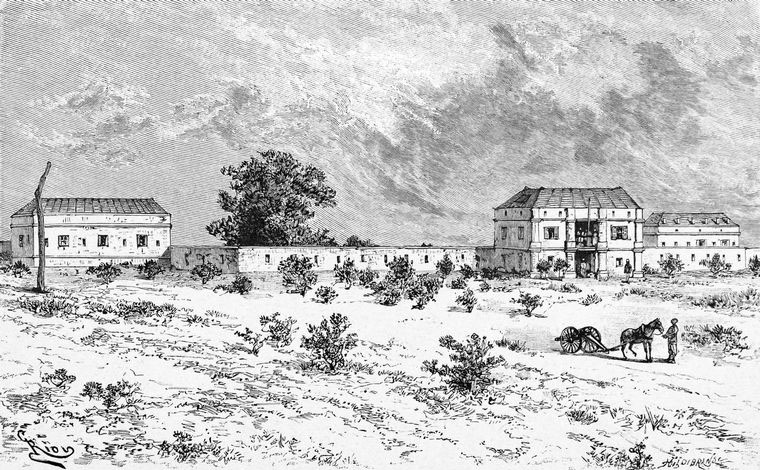
Fort de Bammakou, 1889.
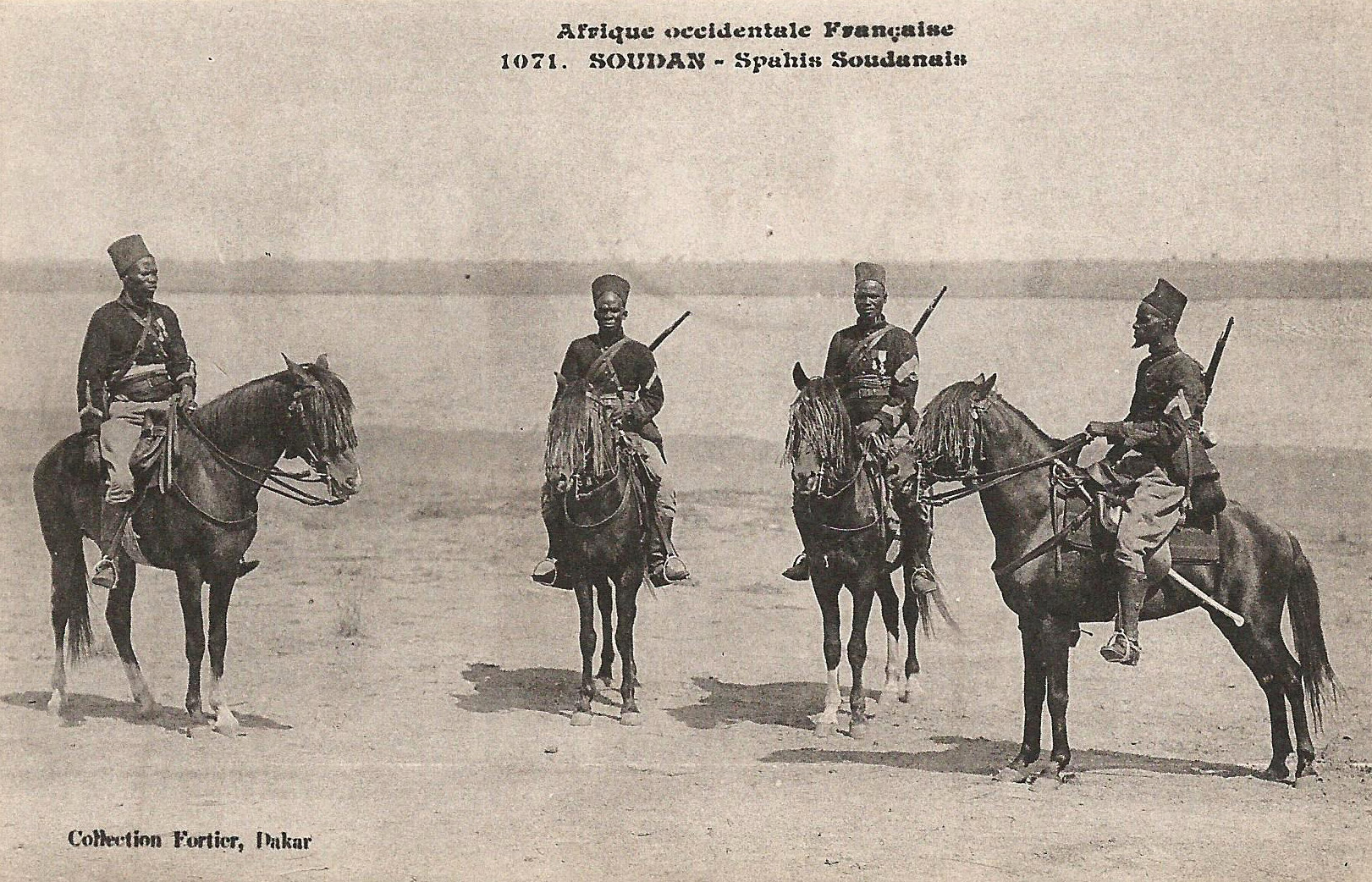
Spahis soudanais.
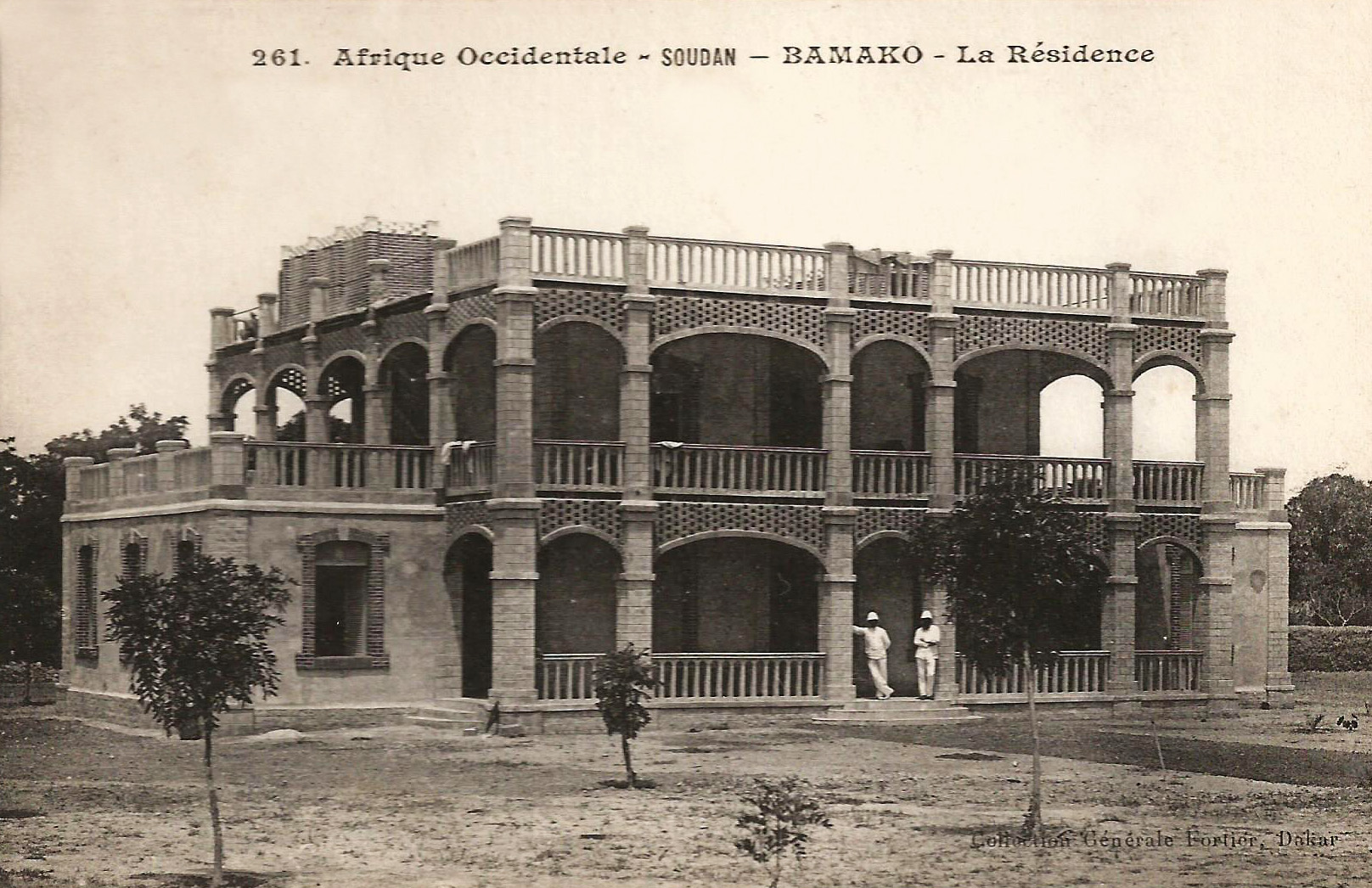
La résidence du gouverneur à Bamako.
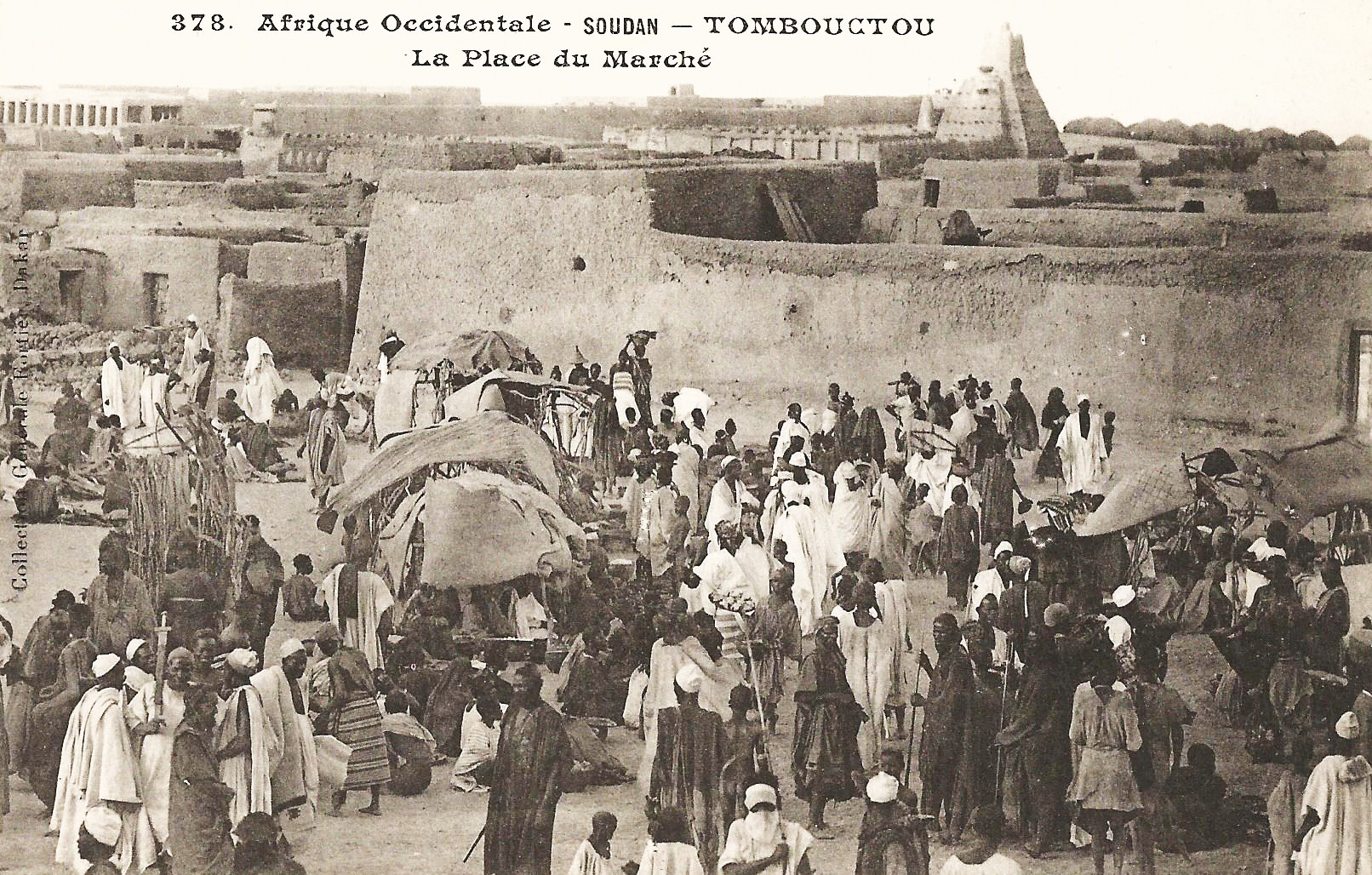
La place du marché de Tombouctou

Le 10 octobre 1899, le Soudan français est divisé, les cercles du sud rejoignant les colonies côtières et le reste étant divisé en deux régions administratives, le Moyen-Niger et le Haut-Sénégal.
En 1902, le Moyen-Niger et le Haut-Sénégal sont intégrés à la colonie de la Sénégambie et Niger.
En 1904, la colonie change de nom et devient la colonie au Haut-Sénégal et Niger. La ligne du chemin de fer Dakar-Niger, construite pour le transport des marchandises vers le port de Dakar, est achevée en 1924. Le décret du 18 octobre 1904 crée le « territoire civil de la Mauritanie », administré par un « Commissaire du Gouvernement général de l'Afrique occidentale française ».
Le 1er janvier 1912, le territoire militaire du Niger est détaché du Haut-Sénégal et Niger.
Le 1er mars 1919, la Haute-Volta (actuel Burkina Faso) est créée par démembrement du Haut-Sénégal et Niger et de la Côte d'Ivoire. Le territoire restant reprend le nom de Soudan français le 1er janvier 1921. Henri Terrasson de Fougères en est tout d'abord gouverneur intérimaire (en mars 1920, puis à nouveau le 21 août 1921 pour être ensuite nommé gouverneur du Soudan français à partir du 26 février 1924 jusqu'en 1931. Il réside au Palais de Koulouba à Bamako.
En septembre 1941, l'industriel Marcel Pion tente d'implanter une usine à Koulikoro (Mali), pour une capacité d'environ 1 150 tonnes annuelles d'huile d'arachide, « Les Huileries Soudanaises », mais il se heurte aux obstacles mis en place par l'administration du Régime de Vichy pour favoriser les huileries du Sénégal.
Après la Seconde Guerre mondiale, des revendications en faveur de l'indépendance prennent de l'ampleur. En 1945, Fily Dabo Sissoko est élu député au parlement français.
En 1946, le Rassemblement démocratique africain est créé à Bamako avec sa section soudanaise, l'Union soudanaise dirigée par Mamadou Konaté et Modibo Keïta.
Lors du référendum du 28 septembre 1958, les électeurs du Soudan français votent massivement (97 %) en faveur de la création de la République soudanaise au sein de la Communauté française. La République soudanaise s'allie avec le Sénégal pour créer la Fédération du Mali qui obtient sa totale indépendance de la France le 20 juin 1960. 
Après l'éclatement de la Fédération du Mali le 20 août 1960, Modibo Keïta proclame l'indépendance de la République soudanaise sous le nom de République du Mali le 22 septembre 1960.

## Organisation territoriale
Vers 1895, le Soudan français est divisé en six cercles : Kayes, Bafoulabé, Kita, Siguiri, Bammako, Nioro et deux résidences : Ségou et Kankan.
Pour asseoir sa domination sur les populations, l'administration coloniale met en place un système très centralisé, qui instrumentalise les chefs de canton.
À la fin des années 1910, se mettent en place des communes-mixtes, prévues par un arrêté du gouverneur général du 1er janvier 1911. Les premières communes-mixtes sont constituées dans un premier temps à Bamako et Kayes le 1er janvier 1919) puis à Mopti au 1er janvier 1920 Les communes mixtes de Ségou et Sikasso sont instituées en 1953 et 1954.
Ces communes-mixtes sont gérées par un administrateur-maire nommé par arrêté du lieutenant-gouverneur, assisté d'une commission municipale du 1er degré composée de 8 membres titulaires (4 notables citoyens français, 4 notables sujets français) et 4 membres suppléants (2 citoyens français, 2 sujets français).
La loi française no 55-1489 du 18 novembre 1955 prévoit la création de communes de plein exercice par décret pris sur les rapports du ministre de la France d'Outre-mer après avis de l'assemblée territoriale intéressée. Un conseil municipal est élu par un collège unique qui désigne un maire en son sein. Par cette même loi, Bamako, Kayes, Ségou et Mopti deviennent en 1956 des communes de plein exercice. Sikasso devient commune de plein exercice en 1959.
Sept communes de moyen exercice sont créées en 1958 : Il s'agit de celles de Kita, Kati, Koulikoro, Koutiala, San, Tombouctou et Gao. Le maire est un fonctionnaire nommé par le chef de territoire, assisté d'un conseil municipal élu par un collège unique.

## Commandants et gouverneurs du Haut-Fleuve puis du Soudan français
Période militaire :
- De 1880 à 1883 : Gustave Borgnis-Desbordes, colonel
- De 1883 à 1884 : Charles Émile Boilève, colonel
- De 1884 à 1885 : Antoine Vincent Auguste Combes, commandant
- De 1885 à 1886 : Henri-Nicolas Frey, colonel

- De 1886 à 1888 : Joseph Galliéni, commandement supérieur du Haut-Fleuve
- De 1888 à 1891 : Louis Archinard, commandant supérieur du Haut-Fleuve
- De 10/1891 à 09/1892 : Pierre Marie Gustave Humbert, commandant supérieur
- De 1892 à 1893 : Louis Archinard , gouverneur du Soudan français
- De 1893 à 1895 : Albert Grodet, gouverneur du Soudan français
- De 1895 à 1898 : Edgard de Trentinian, gouverneur du Soudan français
- De 1898 à 1899 :  René Audéoud, colonel, gouverneur par intérim

Période civile :
- De 1899 à 1908 : William Merlaud-Ponty, gouverneur
- De 1908 à 1918 : François Joseph Clozel, gouverneur

## Économie
| Production | 1928          | 1959           |
| ---------- | ------------- | -------------- |
| Riz paddy  | 90 000 tonnes | 182 000 tonnes |
| Arachide   | 35 000 tonnes | 105 000 tonnes |
| Coton      | 1 000 tonnes  | 8 500 tonnes   |

Les Français abolissent l'esclavage et développent une économie de plantation basée sur le travail salarié. Ils développent les cultures irriguées dont les productions étaient exportées vers la métropole. L'essentiel des investissements est ainsi concentré sur l'Office du Niger, dont les coûts d'investissement sur la période 1928-1939 s'élèvent à 4 milliards de francs.
Cette politique a permis d'augmenter les productions exportées.

### Webographie
- Eugène Béchet, Cinq ans de séjour au Soudan français, E. Plon, Nourrit, Paris, 1889 (Gallica)